# Herneith
Herneith valószínűleg ókori egyiptomi királyné volt az I. dinasztia idején, talán Dzser fáraó egyik felesége (Nahtneith mellett). Szakkarában temették el, valószínűleg az S 3507 sír, ahol a nevével ellátott vázát találtak, valamint pecséteket Den és II. Ka fáraók nevével. Abüdoszban Dzserrel együtt említik.
Sírjában megtalált címei: Az első hölgy és A Két Úrnő hitvese (a Két Úrnő a fáraó egyik címe, Felső- és Alsó-Egyiptom védőistennőjére utal), ezeket a címeket azonban nem ugyanazokon a tárgyakon találták meg, mint Herneith nevét, ezenkívül nem is biztos, hogy címek vagy más jelentésük volt, így bizonytalan, hogy Herneith valóban királyné volt-e.
A neki tulajdonított nagyméretű masztabasírt, a S3507-et Walter Bryan Emery tárta fel 1955 végén. A legismertebb lelet a szép állapotban fennmaradt sírból egy homokkőpaletta, amelyen két királyfigura, négy madár alakú hieroglifa és Werwadzset istennő páviánja látható. Emellett Dzser, Den és Ka nevével ellátott vázák is előkerültek innen. A vályogtéglából épült masztabához piramisszerű, téglával borított építmény is tartozik; a masztabasír és sírdomb együttese az északi illetve a déli temetkezések kombinációját mutatja.